# Longships

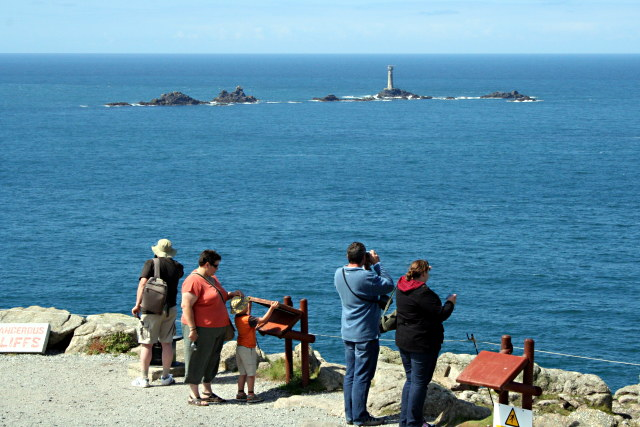
Pohled na ostrůvky Longships z Land’s Endu

Longships je skupinka skalnatých ostrůvků, které se nacházejí asi 2 km na západ od mysu Land's End v Cornwallu v jihozápadní Anglii. Lodě na ně upozorňuje stejnojmenný maják, jehož současná podoba pochází z přestavby v letech 1869–1873. Právě v prosinci roku 1873 se zdejší nově vybudovaný maják také poprvé rozsvítil. Ostrůvky jsou velmi oblíbeným místem rekreačních potápěčů, neboť v okolí je čirá voda s bohatou mořskou faunou a flórou.
‎Většina těchto ostrůvků bývá během‎‎ přílivu ponořena, ale tři největší, Tal-y-maen, Carn Bras a Meinek‎‎, vždy zůstávají nad hladinou moře. ‎
‎Dvě menší skaliska, známá ‎‎jako Kettle's Bottom,‎‎ se nacházejí asi v polovině vzdálenosti mezi souostrovím Longships a pobřežím. Vyjma těchto skalisek ‎‎spadají ostrovy pod správu obce Sennen.

## Názvy skalisek
V Kornštině mají názvy skalisek, jež tvoří útesy, svůj význam:
- Cein (kornsky: Keyn = hřbet, hřeben či kýl)
- Farkell Carn (kornsky: Karn Forhel = rozeklané skalisko)
- Tal-y-maen (kornsky: Tal an Meyn = skalní sráz)
- Carn Bras (kornsky: Karn Bras = velká kamenná hromada)
- Herly (kornsky: Hir Legh = dlouhá skalní římsa)
- Plassek (kornsky: Plosek = mizerná)
- Meinek (kornsky: Meynek = kamenité místo)

## Vraky lodí
Není známo, kolik lodí ztroskotalo poblíž Land's Endu, ale existují záznamy o stovkách lodních vraků, a o tisících dalších se neví. Jeden z nejstarších záznamů o blíže neidentifikované lodi, která ztroskotala u Longships, pochází z roku 1532. Zapsal jej soudní zřízenec John Penheleg.